# Gare de Batajnica
Ne doit pas être confondu avec Batajnica.
La gare de Batajnica (en serbe cyrillique : Железничка станица Батајница ; en serbe latin : Železnička stanica Batajnica) est une gare située à Belgrade, la capitale de la Serbie, dans la municipalité urbaine de Zemun. Elle est une des stations du réseau express régional Beovoz et de la nouvelle ligne BG VOZ.

## Service des voyageurs

### Desserte
On peut y emprunter quatre des six lignes circulant sur le réseau Beovoz, soit les lignes 1 (Stara Pazova - Batajnica - Beograd Centar - Pančevo Vojlovica), 3 (Stara Pazova - Batajnica - Beograd Centar - Rakovica - Resnik - Ripanj), 5 (Nova Pazova - Batajnica - Beograd Centar - Rakovica - Resnik - Mladenovac) et 6 (Stara Pazova - Batajnica - Beograd Centar - Rakovica - Mala Krsna).
La gare constitue également un des terminus du réseau BG VOZ (Batajnica - Pančevački most).

### Intermodalité
La gare est desservie par plusieurs lignes de bus de la société GSP Beograd, soit les lignes 73 (Novi Beograd Blok 45 – Gare de Batajnica), 700 (Gare de Batajnica - Batajnica Vojvođanskih brigada - Gare de Batajnica), 702 (Gare de Batajnica – Busije) et 703 (Gare de Batajnica – Ugrinovci).